# 織田信乗
織田 信乗（おだ のぶのり）は、江戸時代中期の上野国小幡藩の世嗣。通称は数馬。

## 生涯
4代藩主・織田信就の三男として誕生。
享保12年（1727年）3月27日、兄・信房の廃嫡に伴って父・信就の嫡子になった。享保15年（1730年）10月16日、眼病が治らないために廃嫡された。代わって、弟・信右が嫡子になった。明和9年（1772年）9月16日、死去。

## 系譜
正室はいない。『寛政重修諸家譜』によれば二女がある。長女は滝川利端室、次女は織田信邦正室となった。ただし、「御代々様・御連枝様方御事跡」によれば、次女（織田信邦室）は養女（実父織田信右）としている。おそらく、信右が部屋住のときに生まれた娘であり、嫡子になった信乗が引き取ったのであろう。
- 父：織田信就（1661-1731）
- 母：不詳
- 正室：なし
- 生母不明の子女
  - 長女：滝川利端室
- 養子
  - 次女：呉姫 - 織田信邦正室、織田信右の娘